# Sala (gemeente in Zweden)
Sala is een Zweedse gemeente die gedeeltelijk in Västmanland en gedeeltelijk in Uppland ligt. De gemeente behoort tot de provincie Västmanlands län. Ze heeft een totale oppervlakte van 1211,1 km² en telde 21.554 inwoners in 2004.

## Plaatsen
- Sala (stad in Zweden)
- Ransta
- Västerfärnebo
- Möklinta
- Sätra brunn
- Salbohed
- Kumla kyrkby
- Saladamm en Åby
- Broddbo
- Hedåker
- Kila
- Hassmyra
- Sandviken (Sala)
- Varmsätra
- Rosshyttan
- Jugansbo